# Fleet Radio Unit Melbourne

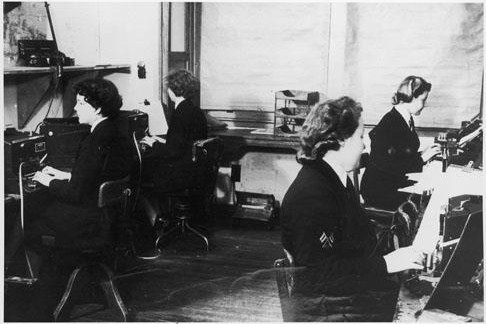
Schlüsselraum (ca. 1944): Rund 90 % der Bediensteten von FRUMEL waren Frauen.

Fleet Radio Unit Melbourne (FRUMEL), deutsch etwa „Flotten-Funkstelle Melbourne“, war während des Zweiten Weltkriegs eine wichtige Funkabhörstelle der Alliierten.

## Geschichte
Mit Sitz in der Hauptstadt des australischen Bundesstaates Victoria wurde sie als gemeinsames Projekt von der Royal Australian Navy (RAN) zusammen mit der verbündeten britischen Royal Navy (RN) und der amerikanischen US Navy betrieben. Sie war eine von zwei großen Signalaufklärungseinheiten, die als Fleet Radio Units (deutsch etwa: „Marinefunkaufklärungseinheiten“) bezeichnet wurden. Die andere war die Fleet Radio Unit Pacific (FRUPAC) auf Hawaii, auch genannt Station Hypo.
Militärisch unterstand FRUMEL dem Kommandeur der alliierten Marinestreitkräfte im Südwestpazifik sowie der 7. US‑Flotte, Admiral Thomas C. Kinkaid. Zusammen bildeten FRUMEL und FRUPAC das Rückgrat der alliierten Funkerfassung und Funkaufklärung sowie der Kryptanalyse für den pazifischen Kriegsschauplatz.